# VOB
فایل‌های VOB مربوط به دی‌وی‌دی هستند. در این فایل‌ها فیلم، صدا و زیرنویس‌ها به حالت مالتی‌پلکس (Multiplex) قرار گرفته‌اند و می‌توان هنگام پخش دی‌وی‌دی به سادگی آنها را از هم تفکیک کرد.